# Anthurium josei
Anthurium josei är en kallaväxtart som beskrevs av Thomas Bernard Croat. Anthurium josei ingår i släktet Anthurium och familjen kallaväxter. Inga underarter finns listade.